# Benedetto Castiglia
Pour les articles homonymes, voir Castiglia.
Benedetto Castiglia est un homme politique et intellectuel italien, né à Palerme le 31 mars 1811 et mort à Montichiari le 7 décembre 1877.

## Biographie
Benedetto Castiglia est le frère aîné de Salvatore Castiglia.
Diplômé en droit, il est nommé à vingt ans comme au Secrétariat d'État de Sicile, puis moins de cinq ans plus tard il enseigne l'éloquence et de la littérature latine à l'Université de Palerme, avec le titre de professeur en 1837. Il exerce également un temps comme avocat.
Benedetto Castiglia est élève de Domenico Scinà. Il participe aux débats intellectuels tant politiques qu'historiques ou littéraires. Influencé par le rationalisme des Lumières et l'empirisme, inspiré par les écrits de Giambattista Vico et Gian Domenico Romagnosi, Benedetto Castiglia s'oppose à l'éclectisme et a dirigé dans les années 1840 la revue La Ruota, principale revue des antiromantiques de Palerme dans laquelle il s'oppose à Alessandro Manzoni, puis L'Osservatore. Il écrit également sur la langue italienne, la philologie et la Divine Comédie de Dante.
L'expression de ses idées libérales lui vaut d'être démis de ses fonctions en 1840. Mais il est nommé par le roi Ferdinand en 1845 juge au tribunal civil de Santa Maria di Capua, et en 1847, procureur du roi à Naples.
Lors de la révolution sicilienne de 1848, il publie plusieurs écrits politiques, appelant le roi à respecter les droits constitutionnels de l'île. N'y parvenant pas, il rejoint Palerme et est élu député au Parlement sicilien pour la municipalité de Barrafranca, avant d'en démissionner en décembre.
Partisan de l'unité italienne, il s’exile d’abord à Paris puis à Milan. En 1859, il fonde et dirige à Milan le journal Il Momento, qui n'existe que brièvement. 
Il représente Partinico comme député du Parlement national italien où il siège au centre pendant les neuvième, dixième et onzième législatures. Ses prises de parole sont nombreuses mais sans cohérence, multipliant par exemple les amendements lors du débat sur la loi communale et provinciale. Il soutient le gouvernement, sur l'imposition des rentes et la politique qui suit la Bataille de Mentana, mais s'y oppose au sujet des rassemblemens populaires, la taxe sur la farine et la redevance sur le tabac.
Il est ensuite nommé Président de la Cour de Cassation.